# Patrick Chabal
Pour les articles homonymes, voir Chabal.
Patrick Enri Chabal (Taroudant, 29 avril 1951 - Royaume-Uni, 16 janvier 2014) est un africaniste d'origine française de la fin du XXe et du début du XXIe siècle,,. 
Chabal était professeur et directeur de recherche sur l'Afrique lusophone (études africaines lusophones) et chef du département d'études portugaises et brésiliennes au King's College de Londres. Après des études à Harvard et à Columbia, il a obtenu son doctorat en sciences politiques à l'université de Cambridge en 1980. Depuis il a été chercheur et maître de conférences en histoire à l'université d'East Anglia avant d'aller au King's College de Londres. 
Son domaine de recherche s'est élargi de la littérature et l'histoire des (anciennes) colonies africaines portugaises à l'Afrique dans son ensemble et à l'interaction entre les pays occidentaux et le tiers monde.
Chabal a publié de nombreux livres, chapitres de livres et articles sur l'Afrique. Il a été cofondateur et président de l'AEGIS (réseau de recherche européen pluridisciplinaire qui rassemble des institutions travaillant sur l'Afrique),,,.

## Quelques œuvres
- (en) Amílcar Cabral. Revolutionary leadership and people's war, Cambridge : Cambridge University Press, 1983  Le livre est dérivé de la thèse de Ph.D. de Patrick Chabal. Il évoque la guerre de libération de la Guinée Bissau from 1962 to 1974. Cette guerre, menée par Amílcar Cabral contre les portugais, a été largement ignorée dans les pays occidentaux. Une recension a été publiée dans The Point en 2009[10].
- (en) Political domination in Africa : reflections on the limits of power, Cambridge : Cambridge University Press, 1986. Réimprimé en 2016.
- (en) Power in Africa. An essay in political interpretation, New York : St. Martin's Press, 1992
- (pt) Vozes moçambicanas : literatura e nacionalidade, Vega, Lisbonne, 1994, 349 p.  (ISBN 972-699-438-1)
- (en)The Post-colonial Literature of Lusophone Africa, Evanston, Illinois : Northwestern University Press, 1996  (ISBN 978-0810114234)  Ce livre a fait l'objet d'une recension par Gerald Gaylord[11].
- (en) en collaboration avec Jean-Pascal Daloz: Africa Works: disorder as political instrument, Oxford : Currey, 1999   L'ouvrage traite de la corruption et des politiques étatiques absurdes des pays de l'Afrique sub-saharienne, qu'il qualifie d'« instrumentalisation du désordre »[12],[13].

- L'Afrique est partie! Du désordre comme instrument politique, Paris : Économica, 1999
- (en) A History of postcolonial lusophone Africa, Londres, Hurst and Company, 2002 ; et Indiana University Press, 2002  Cet ouvrage, qui concerne les anciennes colonies portugaises d'Afrique, a fait l'objet de différents commentaires et critiques. Il développe l'idée que la structure tribale traditionnelle de la société mène à la création d'Etats totalitaires, incapables de mener un développement économique[14],[15].
- (en) en collaboration avec  Ulf Engel et Anna-Maria Gentili (eds): Is violence inevitable in Africa? Theories of conflict and approaches to conflict prevention, Leyde, Brill 2005
- (en) en collaboration avec Jean-Pascal Daloz: Culture Troubles: politics and the interpretation of meaning, Londres, Hurst, 2006
- (en) en collaboration avec Ulf Engel et Leo de Haan (eds): African Alternatives, 2007
- (en) en collaboration avec Nuno Vidal: Angola, the weight of history, New York : Columbia University Press, 2008
- (en) Africa: the politics of suffering and smiling, Londres, Zed Books, 2009
- (en) The end of conceit: Western rationality after postcolonialism, Londres, Zed Books, 2012
- (en) en collaboration avec Toby Green (eds.): Guinea-Bissau - Micro-State to 'Narco-State', Londres, Hurst & Company, 2016

## Critiques
Chabal a été critiqué par Sara Rich Dorman en ce sens qu'il voulait développer une théorie politique globale de l'Afrique, mais ne prenait parfois pas suffisamment en compte les diversités locales, ne s'intéressait qu'aux hommes politiques et pas aux femmes, et tenait insuffisamment compte dans ses analyses de l'environnement international et notamment de l'intrusion de la Chine en Afrique.